# György Tóth
György Tóth   (Sándorfalva, 24 d'abril de 1915 - Budapest, 27 de setembre de 1994) fou un futbolista hongarès de les dècades de 1930 i 1940.
La seva trajectòria com a futbolista passà pels clubs Salgótarjáni SE, Szeged FC, Gamma FC, Újpest FC i MTK. També jugà amb la selecció d'Hongria entre 1939 i 1948.
Va ser entrenador de la selecció de futbol de Mali l'any 1970.